# Lutjanus cyanopterus
Lutjanus cyanopterus (Cuvier, 1828), conosciuto internazionalmente con il nome di cubera, è un pesce osseo della famiglia Lutjanidae.

## Distribuzione e habitat
L'areale di questa specie è limitato all'oceano Atlantico occidentale dalla Nuova Scozia (Canada) allo stato di Santa Catarina in Brasile nonché alle Bahamas, le Bermuda e nel mar dei Caraibi. La sua distribuzione è perlopiù limitata alle zone tropicali, è infatti molto raro a nord della Florida meridionale e nel golfo del Messico.
Gli adulti vivono su fondi duri, sia corallini che di altra natura, soprattutto laddove scendono verso le profondità. Si incontrano anche nei pressi delle strutture artificiali. I giovanili vivono in acque più basse con ricca vegetazione e tra le radici delle mangrovie. I giovani possono talvolta penetrare in lagune ed estuari con acqua salmastra o addirittura dolce.
La sua distribuzione batimetrica va da 1 a 85 metri di profondità, più comunemente tra 10 e 55 metri.

## Descrizione
Ha corpo relativamente allungato e al contempo massiccio. La bocca è ampia, con grandi labbra carnose e forti denti caniniformi su entrambe le mascelle. La pinna dorsale ha 10 raggi spiniformi, la pinna anale ha forma arrotondata con 3 raggi spinosi. Le pinne pettorali sono relativamente brevi, non raggiungenti la verticale dell'ano. La pinna caudale è tronca o quasi. Sul preopercolo è presente una debole intaccatura. Le scaglie sopra la linea laterale sono disposte su file oblique. La colorazione del corpo è da grigio acciaio a grigio chiaro con riflessi rossastri sul dorso e la parte alta dei fianchi mentre la regione ventrale è rosea. Le pinne dorsale e caudale sono grigiastre, come le pettorali, che però possono essere trasparenti. La pinna anale e le ventrali sono rossastre.
È il più grande lutianide dell'Atlantico occidentale. La taglia massima nota è di 160 cm e il peso massimo registrato di 57 kg. La taglia media si attesta attorno ai 90 cm.

## Biologia
Vive fino a 30 anni.

### Comportamento
Specie timida, difficile da approcciare sott'acqua.

### Alimentazione
La dieta è basata su pesci e crostacei tra cui gamberi e granchi. Si nutre di frequente di crostacei dal carapace molto duro che è in grado di spezzare con i robusti denti caniniformi. La dieta degli adulti comprende soprattutto pesci.

### Riproduzione
L. cyanopterus forma aggregazioni di individui per la riproduzione in luoghi e tempi prevedibili, il che purtroppo favorisce la sovrapesca.

## Pesca
La specie ha importanza commerciale in parte del mar dei Caraibi mentre in altre zone, come Portorico e le piccole Antille, non viene pescato in quanto ciguatossico. Viene pescato soprattutto con lenze e palamiti, più raramente con reti da posta o a strascico e del tutto eccezionalmente è preda di pescatori subacquei.

## Conservazione
Le popolazioni di L. cyanopterus sono in calo (almeno del 30%) in tutte le aree in cui non provoca avvelenamenti di ciguatera a causa della sovrapesca a cui vengono sottoposti i riproduttori quando si aggregano in grandi banchi per la riproduzione. Queste aggregazioni avvengono sempre negli stessi luoghi e in periodi definiti dell'anno, il che rende facilissimo catturare grandi quantità di individui di grossa taglia impedendo la riproduzione e la ricostituzione degli stock. Alcuni stati hanno introdotto misure minime e divieti ma sembra che queste misure siano ancora insufficienti. Le popolazioni delle aree in cui la specie non è oggetto di pesca perché ciguatossica non mostrano segni di rarefazione. La lista Rossa IUCN classifica questa specie come "vulnerabile".